# Osiedle Kolejowe (Kraków)
Osiedle Kolejowe – osiedle Krakowa wchodzące w skład Dzielnicy XII Bieżanów-Prokocim, niestanowiące jednostki pomocniczej niższego rzędu w ramach dzielnicy.
Osiedle jest położone na północ od kolejowej linii średnicowej, w sąsiedztwie ulicy Półłanki. Po drugiej stronie ulicy Półłanki znajdują się Kolejowe Zakłady Nawierzchniowe „Bieżanów”. Osiedle znajduje się na obszarze Systemu Informacji Miejskiej Złocień.